# Встроенный графический процессор
Встроенный графический процессор (IGP, сокр. от англ. Integrated Graphics Processor, дословно — интегрированный графический процессор) — графический процессор (GPU), встроенный (интегрированный) в ЦП (CPU)[уточнить]/а в чипсет?/.
Синонимы: интегрированная графика (Integrated Graphics); интегрированный графический контроллер; встроенный в чипсет видеоадаптер; встроенный (интегрированный) графический контроллер; встроенный (интегрированный) графический чип (Integrated graphics chip); графический чип, интегрированный в чипсет.
Встроенная графика позволяет построить компьютер без отдельных плат видеоадаптеров, что сокращает стоимость и энергопотребление систем. Данное решение обычно используется в ноутбуках и настольных компьютерах нижней ценовой категории, а также для бизнес-компьютеров, для которых не требуется высокий уровень производительности графической подсистемы. 90 % всех персональных компьютеров, продающихся в Северной Америке, имеют встроенную графическую плату.
В качестве видеопамяти данные графические системы используют оперативную память компьютера, что приводит к ограничениям производительности, так как и центральный, и графический процессоры для доступа к памяти используют одну шину.

## Виды
Как и отдельные платы, видеокарты мобильные видеоадаптеры разделяются на три основных вида, в зависимости от способа сообщения видеоядра и видеопамяти:
- Графика с разделяемой памятью (Shared graphics, Shared Memory Architecture). Видеопамять в виде специализированных ячеек как таковая отсутствует; вместо этого под нужды видеоадаптера динамически выделяется область основной оперативной памяти компьютера. Такой способ адресации памяти почти исключительно используют так называемые «интегрированные видеокарты» (то есть выполненные не в виде отдельной микросхемы, а являющиеся частью одного большого чипа — GMCH (от англ. Chipset Graphics and Memory Controller Hub[1]), одного из вариантов северного моста). Преимущества данного решения — низкая цена и малое энергопотребление. Недостатки — невысокая производительность в 3D-графике и отрицательное влияние на пропускную способность памяти. Самым большим производителем интегрированной графики является Intel, чьи видеорешения на сегодняшний момент исключительно интегрированные; также такой вид графики производят ATI (Radeon, IGP), в гораздо меньших объёмах SiS и NVidia.

- Дискретная графика (Dedicated graphics). На системной плате или (реже) на отдельном модуле распаяны видеочип и один или несколько модулей видеопамяти. Только дискретная графика обеспечивает наивысшую производительность в трёхмерной графике. Недостатки: более высокая цена (для высокопроизводительных процессоров — очень высокая) и большее энергопотребление. Основными производителями дискретных видеоадаптеров, как и на рынке стационарных видеокарт, являются AMD-ATI и NVidia, предлагающие самый широкий спектр решений.
  - MXM (англ. Mobile PCI Express Module — Мобильный модуль на шине PCI Express) — стандарт интерфейса для графических процессоров (Графические модули стандарта MXM) в ноутбуках, в которых используется шина PCI Express; разработан компанией Nvidia и несколькими производителями мобильных компьютеров. Цель заключалась в создании общепромышленного стандарта для разъёма для лёгкой замены графического процессора в мобильном компьютере, без необходимости приобретения новой системы целиком или обращения в специализированный сервисный центр производителя.
- Гибридная дискретная графика (Hybrid graphics). Как следует из названия — комбинация вышеназванных способов, ставшая возможной с появлением шины PCI Express. Наличествует небольшой объём физически распаянной на плате видеопамяти, который может виртуально расширяться за счёт использования основной оперативной памяти. Компромиссное решение, с разной степенью успеха пытающееся нивелировать недостатки двух вышеназванных видов, но не устраняет их полностью.

## Видеоядра, используемые для интегрированных видеокарт
| Производитель видеочипа | Название/модель | Только для интегрированного видео? | Время производства | Примечания |
| ----------------------- | --- | ---------------------------------- | ------------------ | --- |
| ATI                     | ATI Xpress 200 | Да                                 |                    | ATi Radeon |
| Intel                   | i740 | Нет                                | 1998               | Кодовое название — Auburn DirectX 5.0 OpenGL 1.1 |
| Intel                   | i752 i754 | Нет                                | 1999               | Кодовое название — Portola DirectX 6.0 (аппаратно)/9.0 (программно) OpenGL 1.2 |
| Intel                   | Intel Graphics Technology | Да                                 | Апрель 1999 —      | Чипсеты Intel 810/E/E2 Кодовое название — Whitney |
| Intel                   | Intel Graphics Technology | Да                                 | 2000 —             | Чипсеты Intel 815G/EG Кодовое название — Solano |
| Intel                   | Intel Extreme Graphics | Да                                 | 2002 —             | Чипсеты Intel 845G/845GL/845GV для настольных компьютеров. Кодовое название — Brookdale |
| Intel                   | Intel Extreme Graphics | Да                                 | 2001 —             | Чипсеты Intel 830M/830MG для мобильных компьютеров. Кодовое название — Almador |
| Intel                   | Intel Extreme Graphics 2 | Да                                 | 2003 —             | Чипсеты Intel 865G/865GV для настольных компьютеров. Кодовое название — Springdale |
| Intel                   | Intel Extreme Graphics 2 | Да                                 | 2003 —             | Чипсеты Intel 852GM/852GME/852GMV/854/855GM/855GME для мобильных компьютеров. Кодовое название — Montara |
| Intel                   | Graphics Media Accelerator В некоторых источниках считается Intel Extreme Graphics 3; также GMA 900 условно начинается как третье поколение Intel Graphics Media Accelerator, GMA X3000 — четвёртое и т. д. | Да                                 | До 2010            | |
| Intel                   | Graphics Media Accelerator В некоторых источниках считается Intel Extreme Graphics 3; также GMA 900 условно начинается как третье поколение Intel Graphics Media Accelerator, GMA X3000 — четвёртое и т. д. | Да                                 | До 2010            | GMA 900 вышел с поддержкой со стороны чипсетов Intel 910G, 915G и 915Gx |
| Intel                   | Graphics Media Accelerator В некоторых источниках считается Intel Extreme Graphics 3; также GMA 900 условно начинается как третье поколение Intel Graphics Media Accelerator, GMA X3000 — четвёртое и т. д. | Да                                 | До 2010            | GMA 950 был представлен Intel как «Gen 3.5 Integrated Graphics Engine» и поддерживался чипсетами Intel 940GML, 945G, 945GU и 945GT (Intel 945G, 945GC, 945GZ, 945GSE). Ядро GMA 950 не имеет аппаратного блока трансформации и освещения (T&L), и поддержка этих функций реализована программно. Особенность реализации поддержки DirectX 9 и Shader Model 3.0 заключается в том, что вершинные шейдеры также выполняются программно. |
| Intel                   | Graphics Media Accelerator В некоторых источниках считается Intel Extreme Graphics 3; также GMA 900 условно начинается как третье поколение Intel Graphics Media Accelerator, GMA X3000 — четвёртое и т. д. | Да                                 | До 2010            | GMA 3000 вышел с поддержкой со стороны чипсетов Intel 946GZ, Q965 и Q963. Несмотря на схожесть названия с ускорителями более новой серии X3000, в GMA 3000 используется старое ядро GMA 950. Аппаратная поддержка DirectX 9 и Shader Model 3.0 реализована не полностью и вершинные шейдеры исполняются программно. Кроме этого, аппаратное ускорение видео — такое как аппаратные IDCT вычисления, ProcAmp (видео поток с независимой коррекцией цвета), VC-1 декодирование — не реализованы аппаратно. Только в чипсетах Q965 GMA 3000 имеет поддержку двух независимых дисплеев. Частота ядра составляет 400 МГц (скорость заполнения 1,6 гигапикселей/с), но по документации проходит как 667 МГц ядро. Контроллер памяти может адресовать максимально 256 МБ памяти. DVO контроллеры получили частоту увеличенную до 270 мегапикселей/с. |
| Intel                   | Graphics Media Accelerator В некоторых источниках считается Intel Extreme Graphics 3; также GMA 900 условно начинается как третье поколение Intel Graphics Media Accelerator, GMA X3000 — четвёртое и т. д. | Да                                 | До 2010            | GMA 3100 вышел с поддержкой со стороны чипсетов Intel G31, G33 и Q35. Поддерживает DX10. Это ядро похоже на GMA 3000, в том числе отсутствием аппаратного ускорения вершинных шейдеров. RAMDAC понижен в частоте до 350 МГц, а DVO-порты были снижены до 225 мегапикселей/с. Для процессоров Atom D510 и D410 будет использоваться модифицированная версия 3D-ускорителя с названием 3150. Данный чип слабее, чем GMA X3100, и архитектурно ближе к GMA 950. |
| Intel                   | Graphics Media Accelerator В некоторых источниках считается Intel Extreme Graphics 3; также GMA 900 условно начинается как третье поколение Intel Graphics Media Accelerator, GMA X3000 — четвёртое и т. д. | Да                                 | До 2010            | GMA X4500 (GMA X4500 и GMA X4500HD) для десктопов (16 июля 2008 года объявлено о поддержке лэптопов в версии Intel Graphics Media Accelerator 4500MHD) объявлены в июне 2008 года и представляет собой встроенное в чипсет Intel G43 (GMA X4500) и G45 (GMA X4500HD) GMA X4500 также используется в чипсете G41, который был представлен в сентябре 2009 года. GMA 4500 выпуск которого начался в конце 2008 или начале 2009 года использовался до замены на видеоядра, пришедшие на рынок с выпуском чипесетов Q43 и Q45. Это решение видеоподсистемы 5-го поколения выпущенное, позволяет использовать все возможности графического интерфейса Microsoft Windows Aero, обеспечивает воспроизведение видео в формате HD с полным аппаратным декодированием AVC/VC1/MPEG2 (только GMA X4500HD) и полную аппаратную поддержку дисководов Blu-ray. Расширенная поддержка HDTV с интегрированными портами HDMI и DisplayPort, поддерживающими разрешение до 1080p. Основной разницей между GMA X4500 и GMA X4500HD является то, что GMA X4500HD способен при воспроизведении фильмов с Blu-ray декодировать «полный» видеопоток в 1080 строк |
| Intel                   | Intel HD Graphics | Да                                 | С 2010 года        | |
| Intel                   | Intel HD Graphics | Да                                 | С 2010 года        | В январе 2010 года были выпущены первые процессоры с Intel HD Graphics: настольные Clarkdale и мобильные Arrandale. Они сочетали в себе два кристалла: процессор, изготовленный по 32 нм технологическому процессу, и чипсетная часть, включающая в себя графический процессор, изготовленная по 45 нм технологическому процессу. |
| Intel                   | Intel HD Graphics | Да                                 | С 2010 года        | Процессоры Sandy Bridge были представлены в январе 2011 года. Они изготавливались по 32-нм техпроцессу и содержали в себе процессор и чипсетную часть, в том числе графический процессор первого поколения HD Graphics, на одном кристалле: - HD Graphics 2000 (6 исполнительных устройств) - HD Graphics 3000 (12 исполнительных устройств) и HD Graphics P3000 |
| Intel                   | Intel HD Graphics | Да                                 | С 2010 года        | Процессоры микроархитектуры Ivy Bridge были выпущены, с 24 апреля 2012 года, уже с третьим поколением HD Graphics: - HD Graphics 2500 (6 исполнительных устройств) - HD Graphics 4000 (16 исполнительных устройств) |
| Intel                   | Intel HD Graphics | Да                                 | С 2010 года        | Процессоры Haswell, 4 модели анонсированных 12 сентября 2012 года: - GT1 (как HD2xxx) - GT2 (Intel HD Graphics 4xxx series) - GT3 (Intel HD Graphics 5xxx series) - GT3e (Как и предыдущий, но с дополнительным большим встроенным кэшем для повышения производительности при ограниченной пропускной способности) |
| Nvidia                  | GeForce 6100 | Нет                                | До 2006            | |
| S3                      | ProSavage | Да                                 |                    | Для материнских плат с чипсетами от VIA |
| SiS                     | Mirage 1 | Нет                                |                    | DirectX 7 |
| VIA                     | UniCrome Pro | Да                                 | 2004-2008 (?)      | DirectX 7 |
| VIA                     | DeltaChrome | Да                                 | 2004-2008 (?)      | DirectX 9 |